# Theridion teroshriensis
Espèce
Theridion teroshriensis est une espèce d'araignées aranéomorphes de la famille des Theridiidae.

## Distribution
Cette espèce est endémique de la division de Dhâkâ au Bangladesh,. Elle se rencontre dans le district de Manikganj.

## Description
La femelle holotype mesure 3,80 mm.

## Systématique et taxinomie
Cette espèce a été décrite par Biswas en 2025.

## Étymologie
Son nom d'espèce, composé de teroshri et du suffixe latin -ensis, « qui vit dans, qui habite », lui a été donné en référence au lieu de sa découverte, Teroshri.

## Publication originale
- Biswas, 2025 : « A new species of comb-footed spider from Bangladesh. » Ecology Journal, vol. 7, no 1, p. 1-6.